# Wojciech Kossak

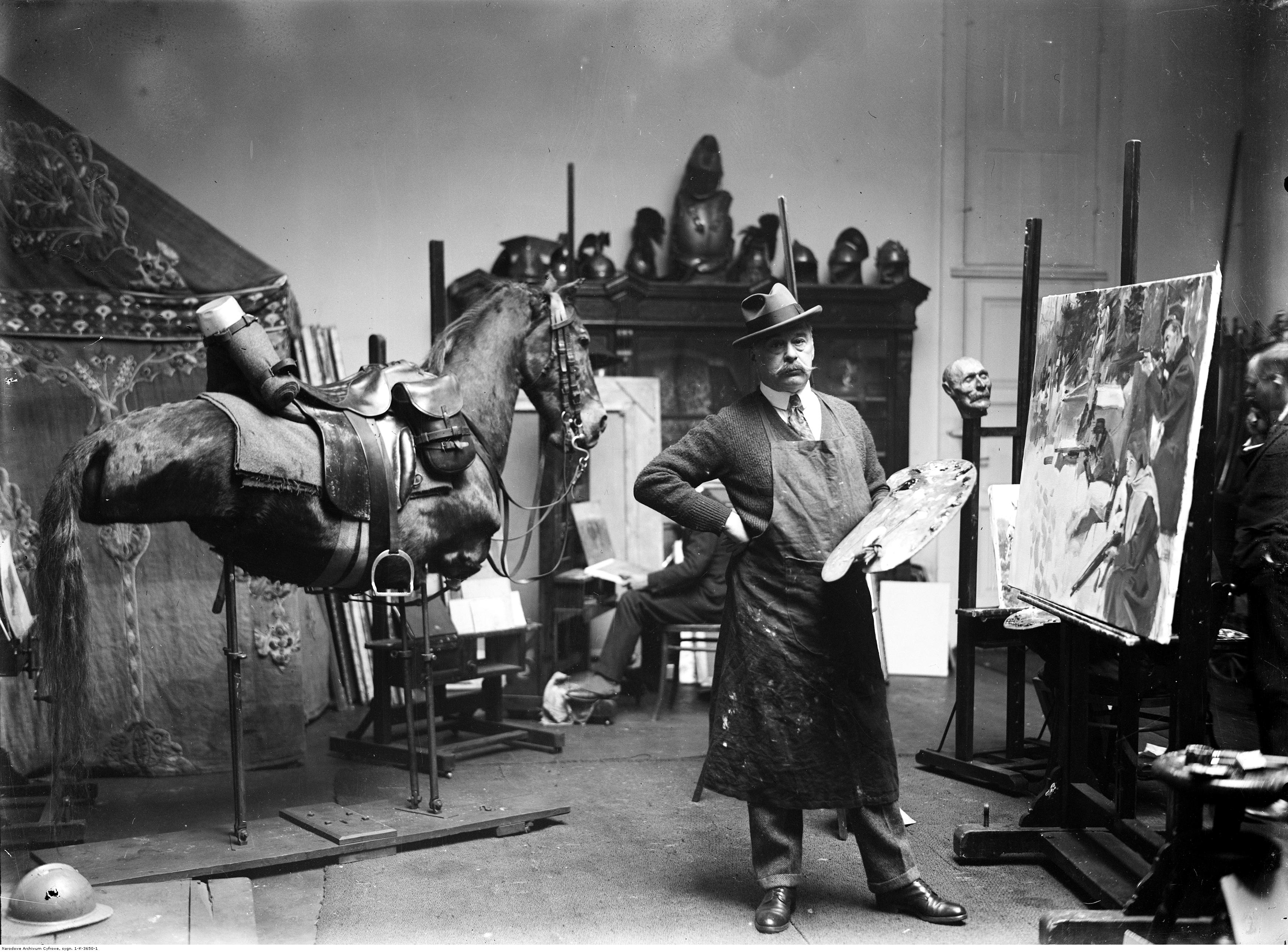
Wojciech Kossak bei der Arbeit (1926)

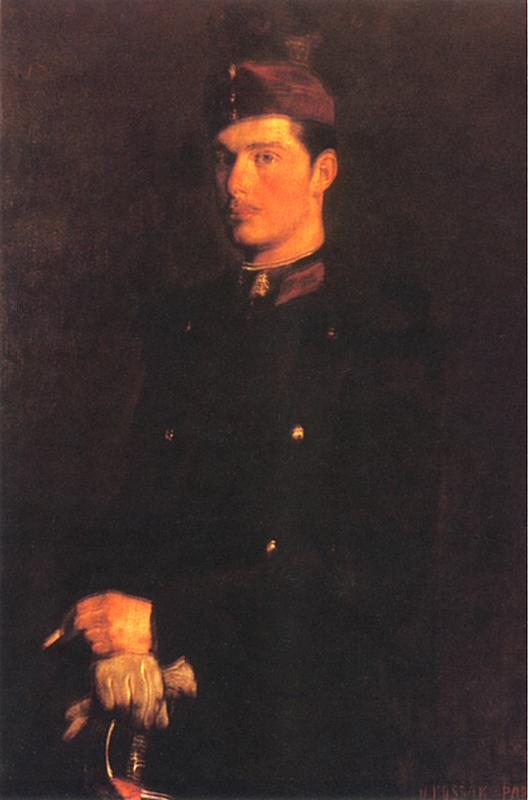
Selbstporträt des jungen Wojciech Kossak in der Ulanenuniform der k.u.k. Landwehr-Ulanen (1878)

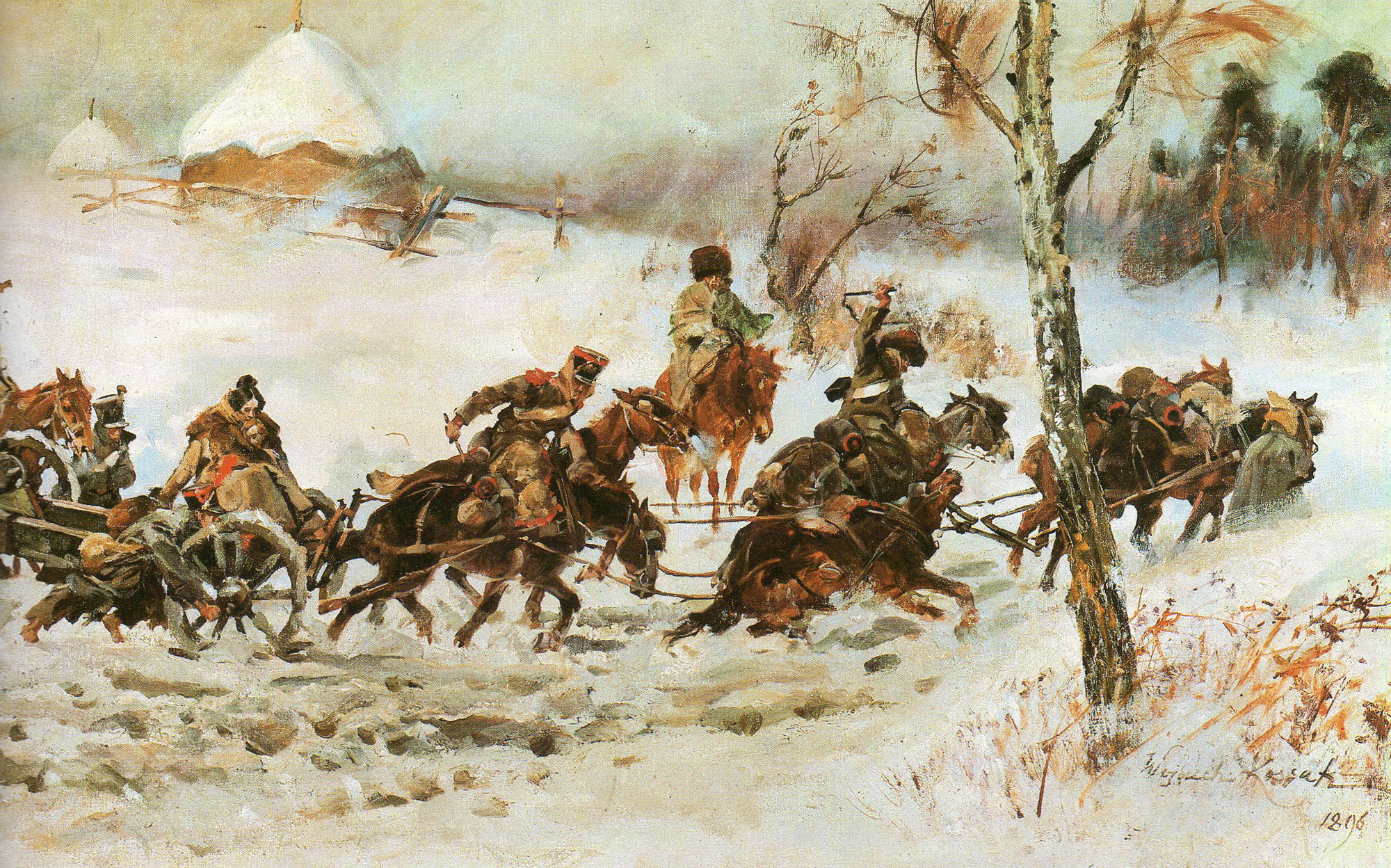
Dieser Ausschnitt aus der Darstellung der Überquerung der Beresina durch die Truppen Napoleons ist typisch für die Malweise Kossaks in seiner Berliner Periode

Wojciech Kossak, selten auch Adalbert Ritter von Kossak (* 31. Dezember 1857 in Paris; † 29. Juli 1942 in Krakau) war einer der bedeutendsten Panorama-, Schlachten- und Porträtmaler des späten 19. und beginnenden 20. Jahrhunderts.

## Leben und Werk
Kossak wurde als Sohn des bekannten polnischen Malers Juliusz Kossak (1824–1899) in Paris geboren. Ab seinem 14. Lebensjahr beschäftigte er sich eingehend mit der Malerei und absolvierte Kunststudien in Krakau (ab 1871), München (ab 1873) und Paris (ab 1877). Ende des 19. Jahrhunderts erlangte er erste Bekanntheit durch die Schaffung großer Rundgemälde, die damals sehr modern waren und zahlreiche Besucher anlockten. Zwischen 1893 und 1894 schuf Kossak gemeinsam mit Jan Styka (1858–1925) und anderen Malern das Panorama von Racławice, ein großes Rundgemälde, das anlässlich des 100. Jahrestages des Kościuszko-Aufstandes den Sieg der polnischen Truppen in der Schlacht bei Racławice (1794) darstellt. Dieses Werk wurde zu einem künstlerischen wie kommerziellen Erfolg und machte Kossak weithin bekannt.

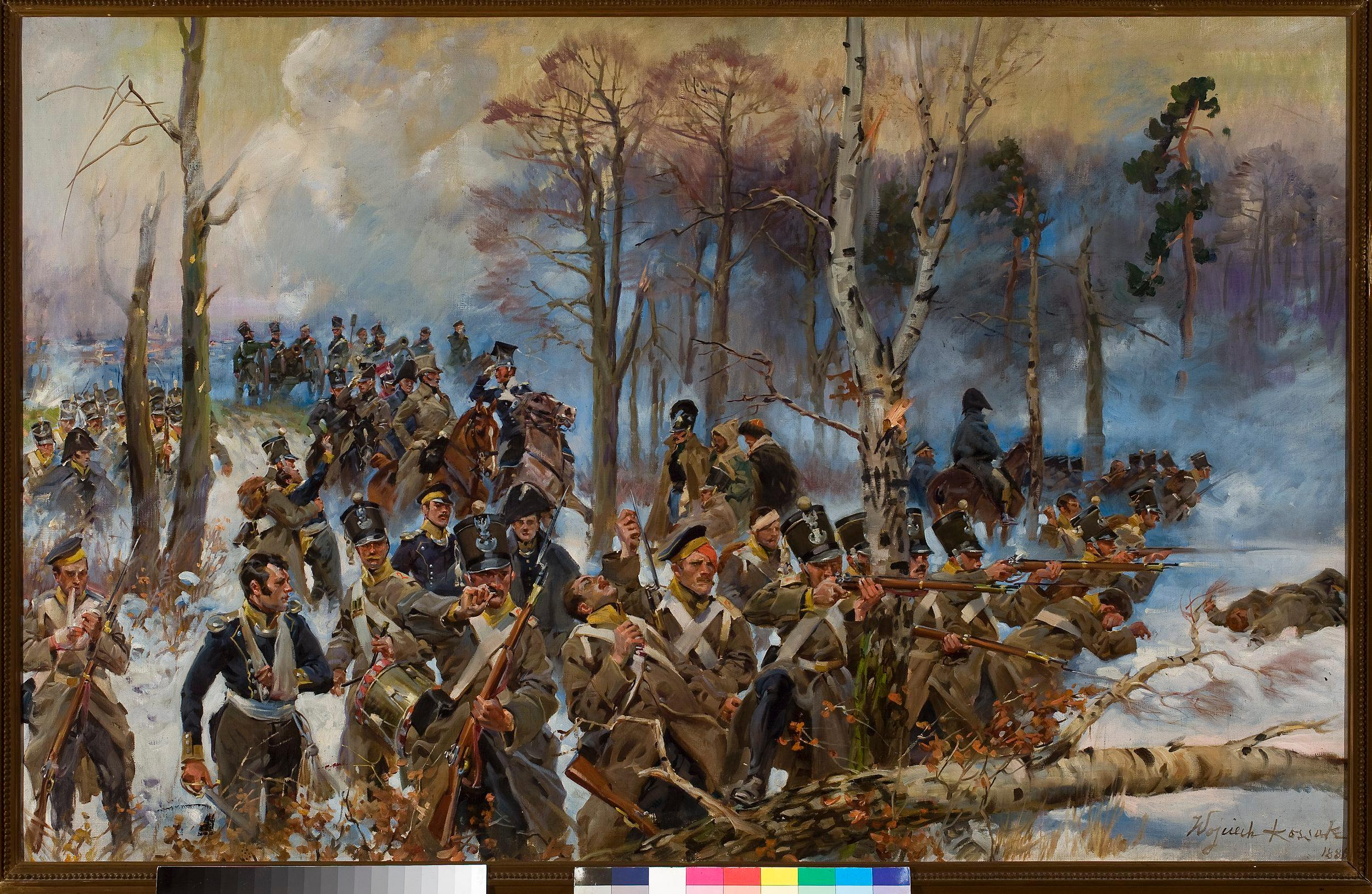
Wojciech Kossak Olszynka Grochowska, ca. 1931 Nationalmuseum Warschau

### Berliner Zeit
1895 siedelte Kossak nach Berlin über, wo er bis 1902 lebte. Hier arbeitete er mit Julian Fałat (1893–1929) zunächst an dem Gemälde „Die Überquerung der Beresina durch die Truppen Napoleons“, das am 1. April 1896 erstmals ausgestellt wurde. Heute ist dieses Gemälde in Breslau zu besichtigen. Es folgte 1901 das Gemälde „Die Schlacht am Fuße der Pyramiden“ in Zusammenarbeit mit Michał Gorstkin-Wywiórski (1861–1926). Daneben betätigte sich Kossak auch erfolgreich als Porträtmaler, wobei er unter anderem Bilder von den Kaisern Franz Joseph von Österreich-Ungarn und Wilhelm II. schuf. Letzterer war mit Kossak befreundet und meinte, dieser sei ein „lieber und schneidiger Kerl und ein genialer Maler“. Die Gunst des deutschen Kaisers brachte Kossak weitere Aufträge, so beispielsweise für das große Gemälde „Angriff des Garde du Corps in der Schlacht bei Zorndorf“ (1899). 1899 erhielt er auf der Großen Berliner Kunstausstellung eine kleine Goldmedaille.

### Weltkriege
1913 wurde Kossak Professor der Akademie der Bildenden Künste in Warschau und nahm ab 1914 am Ersten Weltkrieg teil. Als Kriegsmaler war er bis 5. November 1918 dem k.u.k. Kriegspressequartier zugeteilt. Nach dem Krieg kam er in Kontakt mit einflussreichen Persönlichkeiten wie Marschall Ferdinand Foch und Józef Piłsudski, die er auch porträtierte. Im Übrigen lebte er 1923 bis 1924 und 1928 bis 1932 in den Vereinigten Staaten. Den Schwerpunkt seiner Arbeiten bildeten vor allem nach dem Ersten Weltkrieg die verschiedenen Themen der polnischen Geschichte und Zeitgeschichte.
Vor Ausbruch des Zweiten Weltkrieges weilte Kossak im polnischen Badeort Jurata, kehrte im Spätsommer 1939 jedoch nach Krakau zurück, wo er den Überfall Deutschlands auf Polen erlebte. Für die Niederlage der polnischen Streitkräfte, die er in seinen Gemälden auch heroisiert hatte, machte Kossak den polnischen Befehlshaber Edward Rydz-Śmigły verantwortlich. Während der Besatzungszeit blieb Kossak als Maler aktiv, verweigerte jedoch Aufträge deutscher Kunden, darunter auch eine Anfrage von Hans Frank. Er verstarb 1942 im Alter von 85 Jahren im Kreise seiner Familie in Krakau.

## Nachkommen und Verwandte
Auch die Nachkommen Kossaks erreichten größere Bekanntheit. So wurde sein Sohn Jerzy Kossak (1886–1955) ebenfalls Maler, und seine Töchter Maria Pawlikowska-Jasnorzewska (1891–1945) und Magdalena Samozwaniec (1894–1972) bekannte Schriftstellerinnen. Seine Nichte Zofia Kossak-Szczucka, die Tochter seines Zwillingsbruders Tadeusz Kossak, war ebenfalls Schriftstellerin und eine bedeutende polnische Widerstandskämpferin. Seine Enkelin Simona Kossak, Tochter von Jerzy, machte sich einen Namen als Naturschützerin.